# Jordan Sibert
Jordan Sibert, né le 1er août 1992 à Cincinnati dans l'Ohio, est un joueur américain de basket-ball. Il évolue au poste d'arrière.

## Biographie
Le 20 février 2019, il signe un contrat de 10 jours avec les Hawks d'Atlanta. Il n'est pas prolongé à l'issue de son contrat.